# Carlo Costly
Carlo Yaír Costly Molina (San Pedro Sula, 1982. július 18. –) hondurasi válogatott labdarúgó, jelenleg a Real España játékosa. Posztját tekintve csatár.

## Sikerei, díjai
Houston Dynamo
- MLS keleti konferencia győztese (1): 2011

Egyéni
- Hondurasi gólkirály (1): 2006–07 Apertura

## Külső hivatkozások
- Carlo Costly a national-football-teams.com honlapján